# 越川芳明
越川 芳明（こしかわ よしあき、1952年4月10日 - ）は、日本のアメリカ文学研究者、翻訳家、映画評論家。
明治大学副学長（2016-2020年）、明治大学文学部教授 (1993-2023年)、明治大学名誉教授（2023年）、千葉県銚子市出身。

## 来歴
幼少時は、音楽家の父の影響で書道やピアノなどのお稽古ごとに励む一方、小学校では早くも筆と鍵盤に別れをつげ、野球部に所属して泥にまみれる。その頃、地元のスポーツ好きの少年たちがあこがれる銚子商業の斉藤一之監督の指導を仰ぎ、プロ野球選手になることを夢見る。
その夢は、6年のときに転校した興野小学校で同学年の渡辺進（斎藤監督のもとで甲子園に行き、ヤクルトスワローズに入団）の段違いの打撃とプレーを目のあたりにして、早くも断念。
変わり身早く、中学ではバスケット部に所属し、背を伸ばして女子生徒を魅了しようと練習に励むものの、非科学的かつハードな筋肉鍛錬などをやらされて、逆にのびず。3年のとき男子部員不足のコーラス部にも所属。
市立銚子高校ではバスケット部に入部するも、中途半端な動機や部員不足のせいで、1年で退部。以降、無所属で暗い高校生活を過ごすも、クラスの女生徒から文学の楽しみを教えられる。
東京学芸大学教育学部英語学科卒業。筑波大学大学院文芸・言語研究科博士課程中退。大学、大学院時代に現代アメリカ文学研究の第一人者、岩元巌に師事し、学問研究への姿勢はもちろん、人生に決定的な影響を受ける。
山梨大学教育学部講師、東京電機大学工学部助教授を経て、明治大学文学部名誉教授。

## 人物
- 文芸誌『すばる』『ユリイカ』、カルチャー誌『Studio Voice』『エスクァイア』などで、アメリカのポストモダン、英語圏のポストコロニアルの文学、中南米の先住民やアフリカ系の周縁文化（習俗、映画、音楽、料理）を紹介。

- 90年代半ばより米国とメキシコとの国境地帯で混交文化をめぐるフィールドワークを行ってきたが、2008年より、キューバのアフロ文化の調査研究に出かけている。2009年夏、キューバのアフロ信仰、サンテリアの入門儀式（マノ・デ・オルーラ）を体験。2013年夏、サンテリアの司祭で、イファ占いをするババラウォの資格を獲得。運勢（司祭名）は、イファ・アチェ。 守護霊(オリチャ）はエレグア。

- 明治大学体育会サッカー部の部長（2015年2月〜16年3月、2020年4月〜　）、顧問（2016年4月～2020年3月）として、選手をサポート。

- ボウルズ、エリクソンほか、英語圏の作家へのインタビューも数多くこなす。

## 交友関係
- 高橋源一郎、島田雅彦、藤沢周、伊藤比呂美、四方田犬彦、茅野裕城子、管啓次郎など、作家や詩人にも友人は多い。
- オールタナティヴ・ラテンバンド、メスクラのアンヘル・ガルシアとグレッグ・ヘルナンデスとは彼らが2003年にメキシコ・ツアーをして以来の付き合い。

## 受賞歴
- BABEL国際翻訳大賞日本翻訳大賞『重力の虹』共訳（1994年）
- 福原記念財団奨励金（出版）『ギターを抱いた渡り鳥 - チカーノ詩礼賛』（2007年）
- 第17回連合駿台会学術賞『トウガラシのちいさな旅 - ボーダー文化論』と『ギターを抱いた渡り鳥 - チカーノ詩礼賛』に対して

## 著作

### 単著
- 『アメリカの彼方へ - ピンチョン以降の現代アメリカ文学』（自由国民社） 1994年
- 『トウガラシのちいさな旅 - ボーダー文化論』（白水社） 2006年
- 『ギターを抱いた渡り鳥 - チカーノ詩礼賛』（思潮社） 2007年
- 『壁の向こうの天使たち - ボーダー映画論』（彩流社） 2014年
- 『あっけらかんの国キューバー革命と宗教のあいだを旅して』（猿江商会） 2016年
- 『周縁から生まれる - ボーダー文学論』（彩流社） 2018年
- 『オリチャ占い2019年』（猿江商会） 2018年
- 『カリブ海の黒い神々 - キューバ文化論序説』（作品社） 2022年
- 『キューバ　二都物語』（彩流社） 2023年
- 『オリチャ占い』（猿江商会） 2024年

### 共編
- 『世界×現在×文学作家ファイル』（柴田元幸,沼野充義,野崎歓,野谷文昭、国書刊行会） 1996年
- 『世界古本探しの旅』（荻野アンナ,和田忠彦,池内紀,浅野素女,瀬戸川猛資,越川芳明,野谷文昭、朝日新聞社） 1998年

### 翻訳
- 『ユニヴァーサル野球協会』（ロバート・クーヴァー、若林出版） 1985年／新潮文庫 1990年、白水社Uブックス 2014年
- 『潮騒の少年』（ジョン・フォックス、新潮社） 1989年、新潮文庫 1993年
- 『重力の虹』（トマス・ピンチョン、佐伯泰樹,植野達郎,畠山秀明共訳、国書刊行会） 1993年
- 『真夜中のミサ』（ポール・ボウルズ、白水社） 1994年
- 『遠い木霊』（ポール・ボウルズ、白水社） 1994年
- 『アヴァン・ポップ』（ラリイ・マキャフリイ、巽孝之共編訳、筑摩書房） 1995年／増補版 北星堂書店 2007年
- 『マリアの死』（ゲイリー・インディアナ、白水社） 1995年
- 『彷徨う日々』（スティーヴ・エリクソン、筑摩書房） 1997年
- 『重力から逃れて』（ダン・シモンズ、早川書房） 1998年
- 『ドリーム - エリクソンと日本作家が語る文学の未来』（筑摩書房）1999年
- 『ジェラルドのパーティ』（ロバート・クーヴァー、講談社） 1999年
- 『真夜中に海がやってきた』（スティーヴ・エリクソン、筑摩書房） 2001年
- 『世界の作家32人によるワールドカップ教室』（マット・ウェイランド、ショーン・ウィルシー編、柳下毅一郎と共監訳、白水社） 2006年
- 『僕はジャクソン・ポロックじゃない。』（ジョン・ハスケル、白水社） 2006年
- 『エクスタシーの湖』（スティーヴ・エリクソン、筑摩書房） 2009年
- 『カストロは語る』（フィデル・カストロ、青土社） 2010年
- 『モロッコ幻想物語』（ポール・ボウルズ、岩波書店） 2013年
- 『きみを夢みて』（スティーヴ・エリクソン、筑摩書房、筑摩文庫） 2015年
- 『ようこそ、映画館へ』（ロバート・クーヴァー、作品社） 2016年